# Saint-Avit-de-Vialard
Saint-Avit-de-Vialard is een gemeente in het Franse departement Dordogne (regio Nouvelle-Aquitaine) en telt 118 inwoners (1999). De plaats maakt deel uit van het arrondissement Sarlat-la-Canéda.

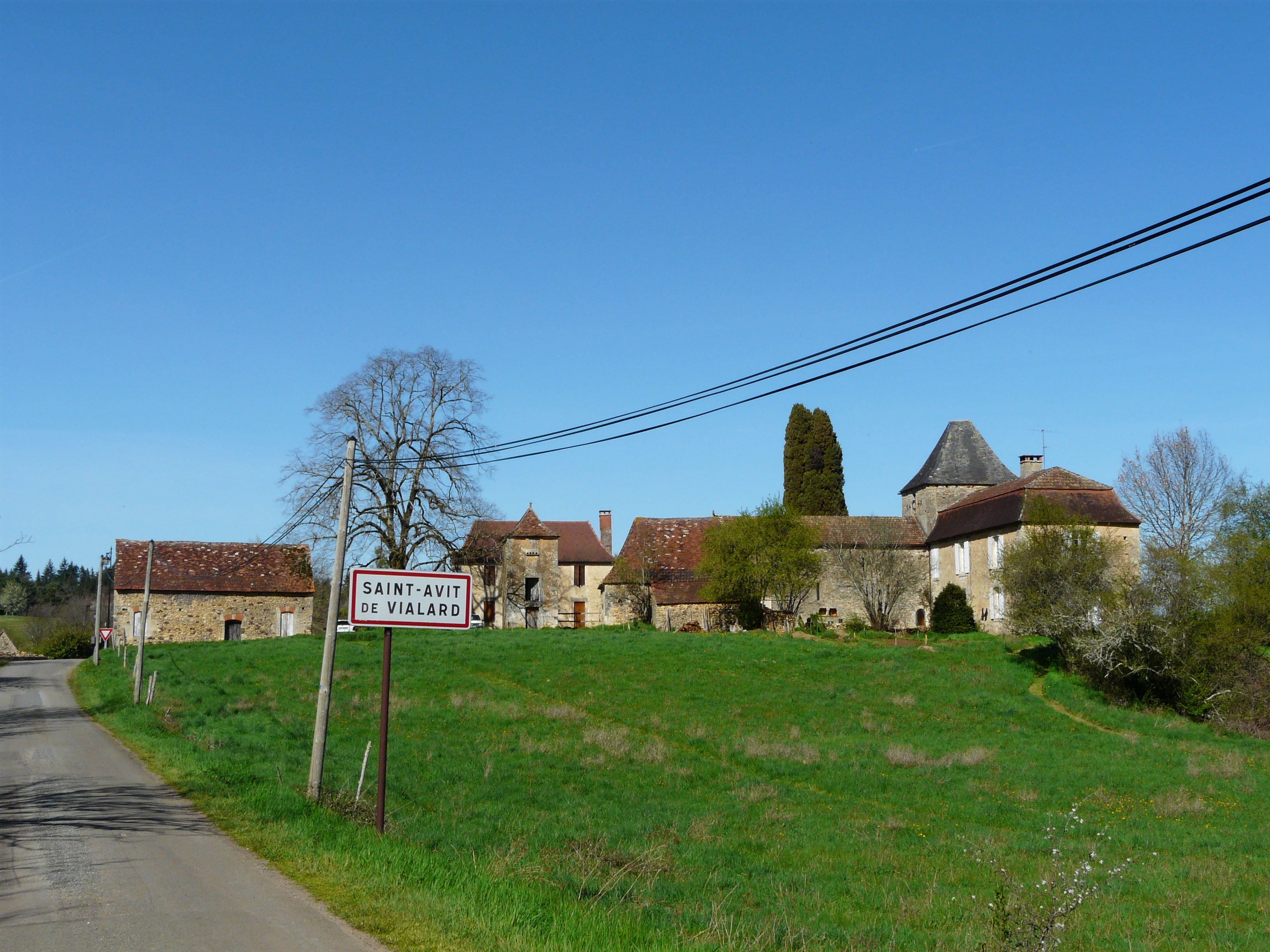
Saint-Avit-de-Vialard
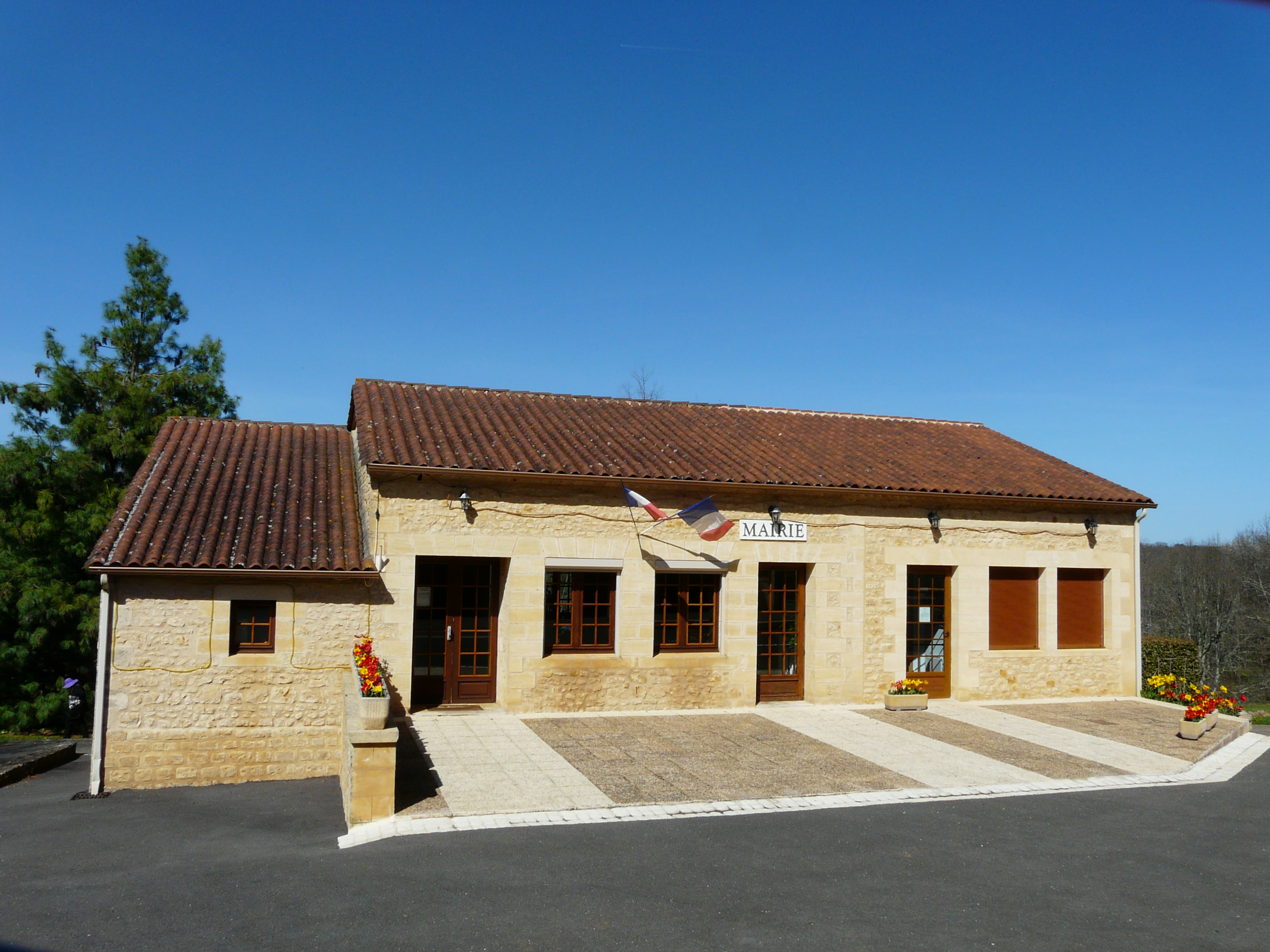
Gemeentehuis

## Geografie
De oppervlakte van Saint-Avit-de-Vialard bedraagt 8,7 km², de bevolkingsdichtheid is 13,6 inwoners per km².
De onderstaande kaart toont de ligging van Saint-Avit-de-Vialard met de belangrijkste infrastructuur en aangrenzende gemeenten.

## Demografie
Onderstaande figuur toont het verloop van het inwonertal (bron: INSEE-tellingen).